# TurnKey 91
Beim TurnKey 91 (auch: Turn Key ’91, Turn-Key ’91) handelte es sich um ein staatlich initiiertes Aufbauprogramm des Fernmeldewesens im Zuge der Wiedervereinigung Deutschlands. Es war Teil des übergreifenden Aufbauprogramms Telekom 2000 als erstem umfassenden Telekommunikations-Infrastrukturkonzept für die neuen Bundesländer und Ost-Berlin.

## Projektziel
Das Aufbauprogramm der damaligen Deutschen Bundespost Telekom wurde im Januar 1991 nach der Deutschen Wiedervereinigung gestartet. Mit diesem Programm sollte schnell die Anbindung der Bewohner und Gewerbetreibenden der Beitrittsgebiete an die Fernmeldeinfrastruktur hergestellt werden. Des Weiteren galt es, beim Aufbau Ost die Fernmelde- und IT-Infrastruktur grundlegend zu modernisieren.

## Rahmen
Zum Zweck der sehr ambitionierten Erfolgs- und Anschalterwartungen wurde dazu für diese Baumaßnahmen das übliche bauvorbereitende Planverfahren verkürzt. Es wurde das auch in der alten Bundesrepublik für kleine Baumaßnahmen angewandte vereinfachte Planfeststellungsverfahren nach § 7 Telegraphenwegegesetz (TWG) betrieben.
Wesentliche Akteure in dem Projekt waren die Fernmeldeämter in den Bezirken der ehemaligen DDR sowie die großen Elektronikkonzerne des Westens mit Fernmelde- und Vermittlungsstellenkompetenz, im Besonderen:
- Siemens AG, Berlin/München
- Standard Elektrik Lorenz bzw. Alcatel SEL, Stuttgart
- Philips Kommunikations Industrie AG, Nürnberg
- DeTeWe, Berlin
- Deutsche Fernkabel Gesellschaft, Rastatt

Nach diesen, als Generalunternehmer bezeichneten Firmen, waren zahlreiche Kleinunternehmen aus Fernmeldewesen, Tiefbau und Montagebereich aus den alten Bundesländern, aber auch aus ehemaligen VEB ausgegründete Firmen aus den neuen Bundesländern beteiligt.

## Projektverlauf
Start war Januar 1991, bereits im Februar wurde in den gesamten Beitrittsgebieten die Planung für die ersten Ortsnetze aufgenommen.
Jedes Generalunternehmen hatte gemäß seinem Anteil der in den alten Bundesländern durch den Jahrespreiswettbewerb erreichten Lieferquoten für Vermittlungseinrichtungen Gebiete zugeteilt bekommen. In ihren Ausbaugebieten eröffneten die Generalunternehmer zahlreiche Baubüros.
Bereits bis September 1991 waren die ersten Ortsnetze fertigzustellen, was weitgehend erreicht wurde.
Zu Verzögerungen kam es in Ortsnetzen von Großstädten, da die Dokumentationen aus DDR-Zeiten in einem sehr schlechten Zustand vorlagen. Dies betraf vor allem auch Altbaubestände. Darüber hinaus waren Anlagen häufig sehr alt.
Weiter kam es zu Verzögerungen im Bereich von Kasernen, Einrichtungen der Staatssicherheit und der Landesverteidigung und rüstungswichtigen Betrieben, da Pläne nur in geschwärzter Form oder gar mit vorsätzlich falschen Eintragungen vorlagen.

## Folgeprojekte
Im Folgejahr wurde TurnKey 91 als TurnKey 92 fortgesetzt; eine weitere Fortsetzung erfolgte auch im Jahr 1993.
Daraus wiederum wurde ein Telekom TurnKey weitergeführt, bei dem die Weiterbeschäftigung der vielen Mitarbeiter aus den Fernmeldeämtern der ehemaligen DDR im Vordergrund stand.
Parallel dazu entwickelte sich das Aufbauprogramm OPAL. Mit OPAL sollte die Fernmelde- und Fernsehinfrastruktur mit Glasfasern aus Monomodefasern ausgebaut werden. Dabei sollten Glasfasern von der Vermittlungseinrichtung bis zur Optical Network Unit als Teilnehmeranschluss gelegt werden.